# كريس سميث (لاعب كرة قدم كندية)
كريس سميث (بالإنجليزية: Chris Smith)‏ هو لاعب كرة قدم كندية أمريكي، ولد في 3 يونيو 1985 في غينزفيل في الولايات المتحدة.